# Gauliga Südhannover-Braunschweig 1942/43
De Gauliga Südhannover-Braunschweig 1942/43 was het eerste voetbalkampioenschap van de Gauliga Südhannover-Braunschweig. Door de perikelen in de Tweede Wereldoorlog werd de Gauliga Niedersachsen verder opgedeeld. Eintracht Braunschweig werd kampioen en plaatste zich zo voor de eindronde om de Duitse landstitel. De club versloeg Victoria Hamburg en werd dan zelf door Dresdner SC verslagen.

## Eindstand
| Plaats | Club                          | Wed. | W  | G | V  | Saldo  | Ptn.  |
| ------ | ----------------------------- | ---- | -- | - | -- | ------ | ----- |
| 1.     | SV Eintracht Braunschweig     | 18   | 17 | 1 | 0  | 146:20 | 35:1  |
| 2.     | WSV Celle                     | 18   | 13 | 0 | 5  | 87:51  | 26:10 |
| 3.     | SV Arminia Hannover           | 17   | 11 | 1 | 7  | 62:39  | 23:11 |
| 4.     | SpVgg 07 Hildesheim           | 18   | 11 | 0 | 7  | 54:56  | 22:14 |
| 5.     | Hannoverscher SV 96           | 17   | 7  | 4 | 6  | 52:42  | 18:16 |
| 6.     | SV Linden 07                  | 18   | 6  | 3 | 9  | 68:68  | 15:21 |
| 7.     | LSV Wolfenbüttel              | 15   | 6  | 0 | 9  | 27:43  | 12:18 |
| 8.     | SpVgg Göttingen 07            | 18   | 5  | 0 | 13 | 23:70  | 10:26 |
| 9.     | Reichsbahn/Eintracht Hannover | 18   | 3  | 2 | 13 | 26:71  | 8:28  |
| 10.    | 1. SC Göttingen 05            | 17   | 2  | 1 | 14 | 28:113 | 5:29  |

|  | Kampioen   |
|  | Degradatie |

## Promotie-eindronde

### Groep A
| Plaats | Club                        | Wed. | Saldo | Ptn. |
| ------ | --------------------------- | ---- | ----- | ---- |
| 1.     | SpVgg Hannover 1897         | 6    | 20:6  | 11:1 |
| 2.     | MSV Lüneburg                | 6    | 21:11 | 6:6  |
| 3.     | WSG Verden                  | 6    | 11:22 | 6:6  |
| 4.     | WKG VW Stadt des KdF-Wagens | 6    | 11:23 | 2:10 |

|  | Promotie |

### Groep B
| Plaats | Club                 | Wed. | Saldo | Ptn. |
| ------ | -------------------- | ---- | ----- | ---- |
| 1.     | VfB Braunschweig     | 6    | 43:14 | 10:2 |
| 2.     | Concordia Hildesheim | 6    | 27:23 | 7:5  |
| 3.     | MTV Goslar           | 5    | 20:17 | 5:5  |
| 4.     | FC Grone             | 5    | 6:42  | 0:10 |